# 三全音

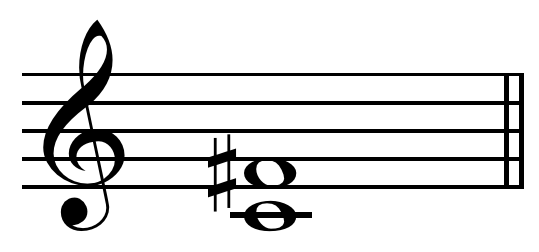

增四度（英文：Augmented fourth，簡寫：A4）是音程的一種。它的轉位是同樣表示相隔六個半音的減五度，是屬於不協和和弦的一種。

## 構成條件
要稱為增四度，需符合下列條件：
1. 組成音程的兩個音，其音名之間的距離為4，即C必須配F#、D-G#、Eb-A、F-B、G-C#、A-D#、Bb-E
2. 半音數目為6個

在C調自然音階中，只有［F-B］一對的半音數目剛好為6，符合增四度的要求。而其他組合，由於半音數目皆為5，只屬於純四度，必須把始音下調一個半音，或將結音升高一個半度，才能符合增四度的要求。結果得出以下的組合：
- ［C♭-F］、［C-F♯］
- ［D♭-G］、［D-G♯］
- ［E♭-A］、［E-A♯］
- ［F♭-B♭］、［F-B］、［F♯-B♯］
- ［G♭-C］、［G-C♯］
- ［A♭-D］、［A-D♯］
- ［B♭-E］、［B-E♯］

（註：所有涉及和的皆不在此收錄。）

## 三全音
增四度亦稱為三全音（Tritone，簡稱TT），從數學的觀點來講，增四度含有6個半音，即可轉化為三個全音；而在音樂的概念上，如果把音程由跳進形式看成為級進形式：
|          | 第1音    | 第1音 | 第2音 | 第2音 | 第3音 | 第3音 | 第4音 | 第4音 |
| -------- | -------- | ----- | ----- | ----- | ----- | ----- | ----- | ----- |
|          | C        | C     | D     | D     | E     | E     | F♯    | F♯    |
| （音距） | （音距） | 全音  | 全音  | 全音  | 全音  | 全音  | 全音  |       |

由於在級進的過程中，相鄰音的距離均為全音，共有3個，這便是「三全音」的由來。

### 減五度和三全音的關係
由於減五度和增四度的微妙關係，令不少人都將減五度也看成為三全音。誠然從聲音上，減五度和增四度是無法分辨出來的（特別在於鍵盤樂器上），而在數學的計算上，由於減五度的距離都是6個半音，亦可轉換為三個全音，在數學計算的條件上是成立的。但在記譜法上，由於兩者存在差異，嚴格來說減五度並不能看成為三全音。現以增四度中的［C-F♯］轉位成減五度［F♯-C］作解釋：
|          | 第1音    | 第1音 | 第2音 | 第2音 | 第3音 | 第3音 | 第4音 | 第4音 | 第5音 | 第5音 |
| -------- | -------- | ----- | ----- | ----- | ----- | ----- | ----- | ----- | ----- | ----- |
|          | F♯       | F♯    | G     | G     | A     | A     | B     | B     | C     | C     |
| （音距） | （音距） | 半音  | 半音  | 全音  | 全音  | 全音  | 全音  | 半音  | 半音  |       |

由於在級進的演視中，兩組半音均無法合併成為一個全音，因此它無法如增四度般，做到所有音距皆為全音，因此在樂理層面上，減五度並不能當成三全音。

### 含七三全音
含七三全音（Septimal tritone）就是純率中含有7或7的倍數的三全音。

## 基本介紹

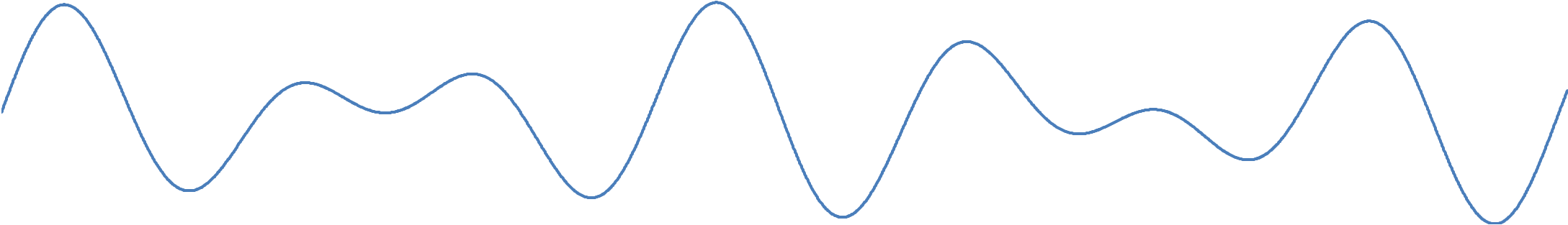
兩個呈增四度的正弦波的疊加波型，可見其不和諧之處

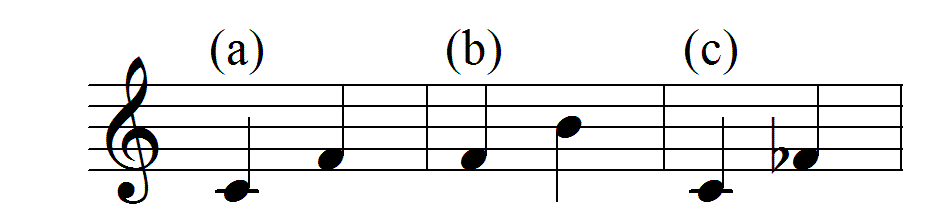
完全四度 (a), 增四度 (b) 和減四度 (c)

本章節除了有特殊註明，否則增四度一律可以指減五度。
增四度於泛音列第一次出現為第十二-十七泛音。（或是也可以勉強的算為第七-第十泛音）
增四度的十二平均律比例為{\displaystyle {\sqrt {2}}=2^{\frac {1}{2}}\approx 1.41421356237309504880168872421}，純律則有{\displaystyle {\frac {25}{18}}}(音分569)、{\displaystyle {\frac {45}{32}}}(音分590)、{\displaystyle {\frac {10}{7}}}(音分617)。
由於純律的比例兩相乘於增四度無法達到完美的2，其缺點因此被凸顯出來。
增四度的音效十分不好，所以中世紀-18世紀經常被稱為魔鬼音，甚至在某些宗教還禁止使用。
由於增四度以十二平均律比例為{\displaystyle {\sqrt {2}}}，所以兩個增四度合起來即為純八度。但如果依畢氏音程的計算方法，增四度的頻率比例是729:512（{\displaystyle 3^{6}:2^{9}}），得出的音分值是611.730；而減五度的頻率比例則為1024:729（{\displaystyle 2^{10}:3^{6}}），得出的音分值是588.270。由於純八度的音分值是1200.000，增四度加上減五度的總音分值才剛好就是1200.000。若以兩個相同的音程結合，兩個增四度會得出減九度；而兩個減五度則變成增七度。

## 常見用途

### 音階
大調音階中的下屬音-導音，自然小音階中下中音-上主音，和聲小音階下屬音-導音、下中音-上主音皆為增四度。
於旋律小音階上行中，中音-下中音、下屬音-導音（或下主音）為增四度，下行時與自然小音階相同。

### 解決

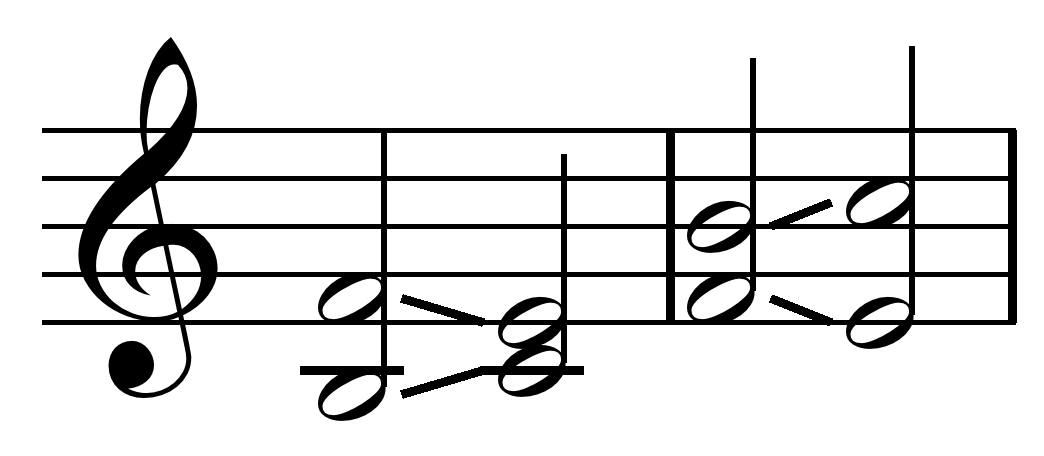
簡單的減五度、增四度解決

於和絃進行中，導音必須解決到主音，若有V級7或轉位的和絃（有減五度或增四度包含在內），大部份都被解決到I級。基於上述的和聲學理論，按道理增四度音程是不可以在同一個聲部連續出現的。可是，在實際的音樂作品中，作曲家卻經常大量運用重覆增四度，以及相對應的減七和弦進行移位，以達至一個緊張、不安氣氛、或作為過場段的轉接。

## 延伸閱讀
- R., Ken (2012). DOG EAR Tritone Substitution for Jazz Guitar, Amazon Digital Services, Inc., ASIN: B008FRWNIW

## 外部連結
- .   [2018-09-04]. （原始内容存档于2008-01-06）.
- . BBC News. 2006-04-28  [2018-09-04]. （原始内容存档于2012-03-28） （英国英语）.
- . the Guardian. 2007-10-11  [2022-03-24]. （原始内容存档于2022-05-26） （英语）.
- . the Guardian.   [2022-03-24]. （原始内容存档于2021-01-12）.